# クロズリー・デ・リラ
クロズリー・デ・リラ（La Closerie des Lilas）は、フランスの老舗カフェ・レストラン・ブラッスリー。1847年、パリ6区で創業。
同じモンパルナス大通りに老舗ブラッスリーのル・ドーム、ラ・ロトンド、ル・セレクト、ラ・クーポールがある。詩人ポール・フォールの呼びかけに応え、象徴派の詩人を中心に多くの作家が集まり、文学カフェとして知られることになった。レーニンがポール・フォールとチェスをしたこと、ヘミングウェイが毎日ここで執筆したこと、シュルレアリストらが詩人・劇作家のサン＝ポル＝ルーを囲む祝宴を行い、大混乱に終わったことなど、多くの逸話を残した。

## 歴史

### 創業者フランソワ・ビュリエ
クロズリー・デ・リラは、フランソワ・ビュリエが、1847年にパリ6区の旧アンフェール通りのカルトジオ会の修道院跡の庭の一画に建てられたダンスホール「グランド・シャルトルーズ」（「グランド・シャルトルーズ」参照）を買い取って創設したカフェである。
「クロズリー (closerie)」はもともと小規模な農地（畑）、特に柵や生垣で囲まれ、住居も含む農地の意味であり、狭義には小規模な葡萄畑を指すこともあるが、後に、パリでは、娯楽施設を含む敷地を表わすようになった。

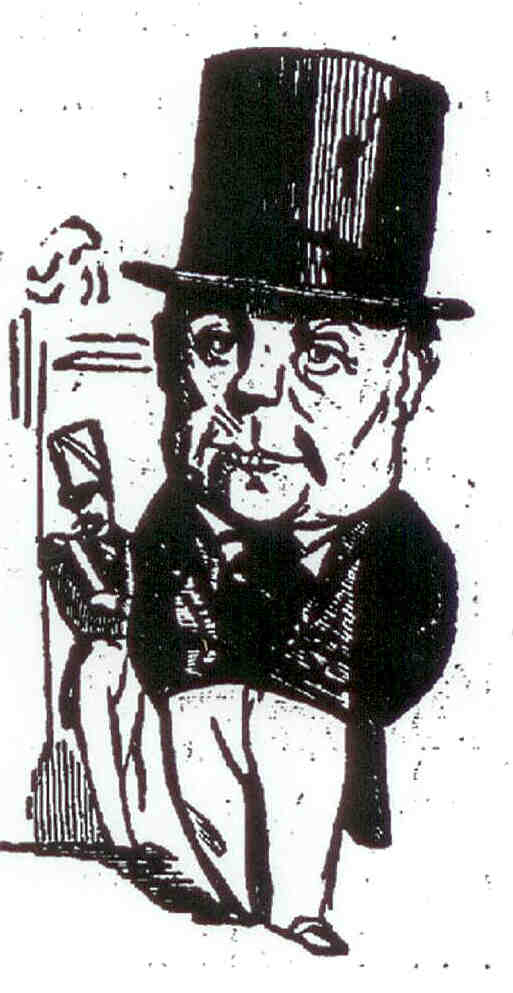
ビュリエの風刺画（1948年）

「クロズリー・デ・リラ」は、フレデリック・スリエの五幕劇『クロズリー・デ・ジュネ（エニシダの畑、Closerie des Genêts）』に因む名前であり、創業者のビュリエがこの庭に約1,000株のリラ（ライラック）の木を植え、「リラの畑」を意味する「クロズリー・デ・リラ」と名付けた。
ビュリエは、（アカデミー・ドゥ・ラ・グランド・ショーミエールの所在地として知られる）6区のグランド＝ショーミエール通りにあったダンスホール「グランド＝ショーミエール」（1788-1853）の従業員で、1843年からシテ島のダンスホール「プラド」の経営者となり、クロズリー・デ・リラ創業の翌1848年には、パリ5区ヴァル＝ド＝グラース地区にダンスホール「バル・ビュリエ」を創設した。このダンスホールは、サマセット・モームの『人間の絆』やアルフォンス・ドーデの『タルタラン・ド・タラスコンの大冒険』などにも描かれ、夫のロベール・ドローネーとともにこのダンスホールに通っていた画家ソニア・ドローネーは1913年に《バル・ビュリエ》と題する抽象画を発表している。
クロズリー・デ・リラは、北アフリカ風・イスラム風の斬新な内装が特徴であった。ビュリエの他のダンスホールと同様に深夜まで（当時流行した）カドリーユを踊ることができる庭があり、ビリヤード室も備えているなど、流行の娯楽施設であった。

### 文学カフェ - ポール・フォールの火曜の会
大衆的なこのカフェは、まもなく文学カフェとして知られるようになった。背景には、アカデミー・フランセーズやソルボンヌ大学があるパリ5区・6区で、作家らがカフェを活動拠点にするようになったことがある。ソルボンヌ大学に面したサン＝ジャック通りに、アルチュール・ランボー、ポール・ヴェルレーヌ、エルネスト・ドラエーがいつも訪れていた「アカデミー」または「アブサン・アカデミー」という酒場があった（ランボーが、「アブサン」（フランス語では「アプサント」）の語尾を彼が生み出した接尾語「オンフ（-omphe）」に変えて「アプソンフ」アカデミーと称したことで知られる）。この酒場では、アカデミー・フランセーズ会員が死去すると、喪に使われる縮緬（ちりめん）で包んだ酒樽を用意して、独自に葬儀を行う習慣があった。また、作家のアルフレッド・ヴァレットが、6区ジャコブ通りのカフェ「メール・クラリス（クラリス小母さん）」の常連で象徴派の詩人ジャン・モレアス、レミ・ド・グールモン、アルベール・サマン、シャルル・クロらとともに『メルキュール・ド・フランス』誌を復刊するなど、文学雑誌が次々と創刊・復刊された。こうした背景から、クロズリー・デ・リラには主に象徴派の詩人が集まり、さらに、後にシュルレアリストらに再評価されることになる詩人・劇作家のサン＝ポル＝ルーのマニフィシスム（壮麗主義）、デカダン派、エミール・グードーが結成した「イドロパット」文学クラブなど様々な流派・運動が共存し、論争を展開した。
画家もまた、早くは新古典主義のドミニク・アングルがしばしば近くのオルフェーヴル通り（シテ島）にあったアカデミー・シュイスのモデルを連れてクロズリー・デ・リラを訪れていたが、特にシャルル・グレールの弟子であった印象派のクロード・モネ、フレデリック・バジール、ピエール＝オーギュスト・ルノワールらが、早くから、当時ピカソ、モディリアーニ、マックス・ジャコブらが住んでいたモンマルトルを離れ、モンパルナスを活動拠点としていた。

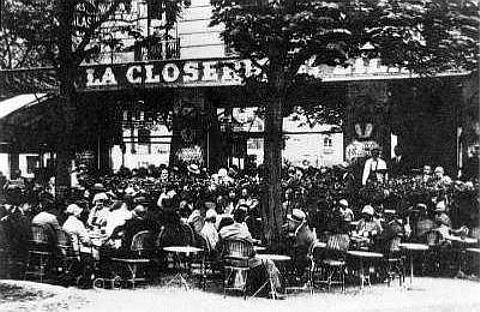
クロズリー・デ・リラのテラス（1909年）

一方、スウェーデンの劇作家・小説家のアウグスト・ストリンドベリ、アイルランドの詩人オスカー・ワイルドなどパリで活躍した作家はすでにクロズリー・デ・リラの常連であったが、1900年のパリ万国博覧会の開催にあたって、パリの市街地が広がったうえに、国際的に広く知られるようになったことから、カフェの近くに住み、カフェを仕事場（書斎）としていた詩人のポール・フォールが、ここを芸術・文学の国際的拠点としようと、「世界中の詩人、芸術家よ、ここに集まれ」と呼びかけた。ポール・フォールは18歳のとき（1890年）に「芸術座」を創設し、1912年に詩王（詩聖）（プランス・デ・ポエット）の称号を与えられた詩人である（彼は1960年に88歳で死去するまでこの称号を保持した）。こうして、ポール・フォールの呼びかけに応えて、多くの詩人が集まった。そこで彼は象徴派の詩人ジャン・モレアスとともに、毎週火曜に詩の朗読会を行うことにした。この会には約200人もの参加者があった。

### 象徴派の詩人らを中心に
こうして、詩人・小説家・劇作家のジャン・リシュパン、特にデカダン派の作家として知られるポール・ブールジェ、小説家・詩人のアラン＝フルニエ、小説家・劇作家のアルフレッド・ジャリ、小説家のシャルル＝ルイ・フィリップ、ベルギー象徴派の詩人エミール・ヴェルハーレン、象徴派の詩人ジュール・ラフォルグ、ベルギー象徴派の詩人・劇作家のモーリス・メーテルリンク、抒情詩人フランシス・ジャム、アメリカ生まれの象徴派・表現主義の詩人スチュアート・メリル、デカダン派・象徴派のローラン・タイヤード、高踏派・象徴派の詩人ピエール・ルイスから、象徴派に限らず、ロラン・ドルジュレス、マックス・ジャコブ、ギヨーム・アポリネール、フランシス・カルコ、さらにはカトリック作家のポール・クローデルまでカフェの常連となり、クロズリー・デ・リラは全盛期を迎えることになる。この他にも、エミール・ゾラ、ポール・セザンヌ、テオフィル・ゴーティエ、ゴンクール兄弟（エドモン・ド・ゴンクール、ジュール・ド・ゴンクール）、ポール・ヴェルレーヌ、アルフレッド・ジャリらが常連であった。
クロズリー・デ・リラの歴史に残る逸話はたくさんあるが、共和派・左派が多かったクロズリー・デ・リラの常連にはレーニン、トロツキーもいて、ポール・フォールがレーニンとチェスをしたこと、アルフレッド・ジャリが店の窓に向かって空砲を撃ち、「ガラスが割れたので（フランス語の「ガラスを割る」は「堅苦しい雰囲気をほぐす」の意）、気兼ねなく話をしよう」と言ったこと、マックス・ジャコブがテーブルの上でジーグを踊りながら、風刺詩を朗読したことなどは特に有名である。

### ヘミングウェイ

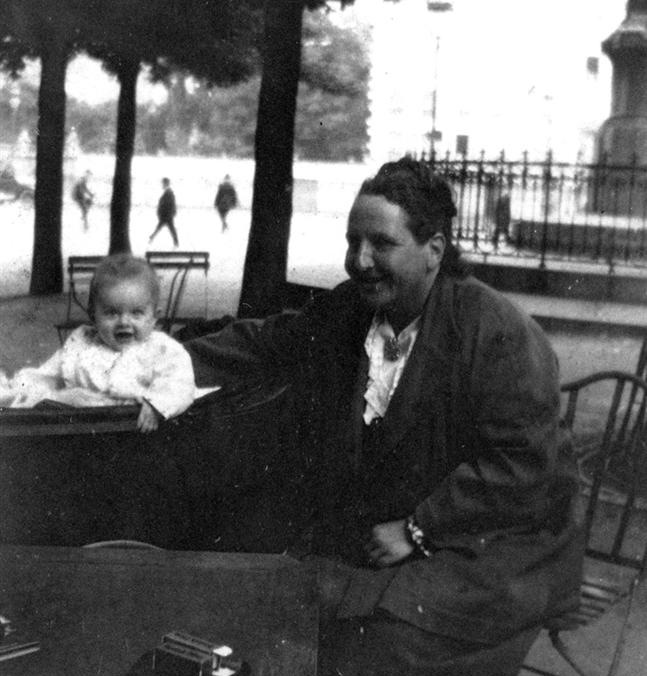
ガートルード・スタインとヘミングウェイの息子ジャック・ヘミングウェイ（1924年、パリにて）

第一次大戦後にいわゆる「失われた世代」のアメリカの作家が加わることになった。『移動祝祭日』でパリを描いたヘミングウェイは、毎日のようにクロズリー・デ・リラに通い、カフェオレを飲みながら何時間でも執筆を続けた。彼がいつも坐っていたテーブルには、現在、彼の名前が書かれた銅製のプレートが貼られている。これは、他の常連についても同様である。ヘミングウェイはここで、ガートルード・スタイン、フィッツジェラルド、ドス・パソス、ヘンリー・ミラーらの同国人作家と頻繁に会うようになり、彼らもまた常連となった。

### シュルレアリスム
ポール・フォールは「芸術座」を創設した頃、まだ貧しく、当時、ピカソ、モディリアーニ、マックス・ジャコブらとともにモンマルトルの「洗濯船」に住んでいたが、やがて、前衛芸術・文学活動の拠点がモンマルトルからモンパルナスに移り、ピカソ、モディリアーニらもクロズリー・デ・リラに出入りし、さらに、アンドレ・ブルトン、ルイ・アラゴン、ポール・エリュアール、マン・レイらのシュルレアリストも集まるようになった。シュルレアリスムの歴史もまたクロズリー・デ・リラの歴史と重なる。1925年7月2日に、シュルレアリストらが先達と仰ぐ詩人サン＝ポル＝ルーを招いて祝宴を催したときのことである。『ヌーヴェル・リテレール』紙の主催によるこの祝宴は、表向きは祝宴であったが、実際にはポール・クローデルによるシュルレアリスム批判に抗議することが目的であった。彼が『コメディア』紙の質問に答えて、「シュルレアリストの文学活動は真の意味での創造をもたらすものではなく、〈男色的な意味しかもたない〉」と批判したことに対する抗議であり、祝宴では抗議文が配布された。だが、この祝宴は（シュルレアリスムの多くの企画と同様に）大混乱を招いた。フランスがリーフ共和国に宣戦布告し（リーフ戦争）、モロッコに侵攻した直後のことであり、第一次大戦後の世相を反映した愛国的な発言が、反戦・反植民地主義者から反撃を受けることになった。ドイツ人のマックス・エルンストも同席していたため、事態はいっそう複雑であった。デカダン派の女性作家ラシルドが愛国心から「フランス人女性がドイツ人男性と結婚することは決してないだろう」と発言したとき、これを批判して「ドイツ万歳」、「（リーフ共和国大統領の）アブド・エル・クリム万歳」といった声が飛び交った。窓を開けて、集まった群衆に向かって「フランス打倒」と叫んだミシェル・レリスは、野次馬や駆けつけた警官に殴られて病院へ運ばれた。

### 日陰のカフェ
戦中から戦後にかけて、ジャン＝ポール・サルトルやサミュエル・ベケットらもカフェを訪れるようになったが、この頃からサン＝ジェルマン＝デ＝プレ地区の文学カフェ（ドゥ・マゴ、カフェ・ド・フロール）や、同じモンパルナスでもラ・ロトンドやラ・クーポールなどのブラッスリーが新しい時代の雰囲気をいち早く捉えたのに対して、クロズリー・デ・リラは時代遅れの感があった。戦後、すでに70歳近くになっていたポール・フォールは火曜の詩の会を再開したが、参加者は少なかった。彼の詩「日陰のカフェ」は、この頃のクロズリー・デ・リラを描いたものである。

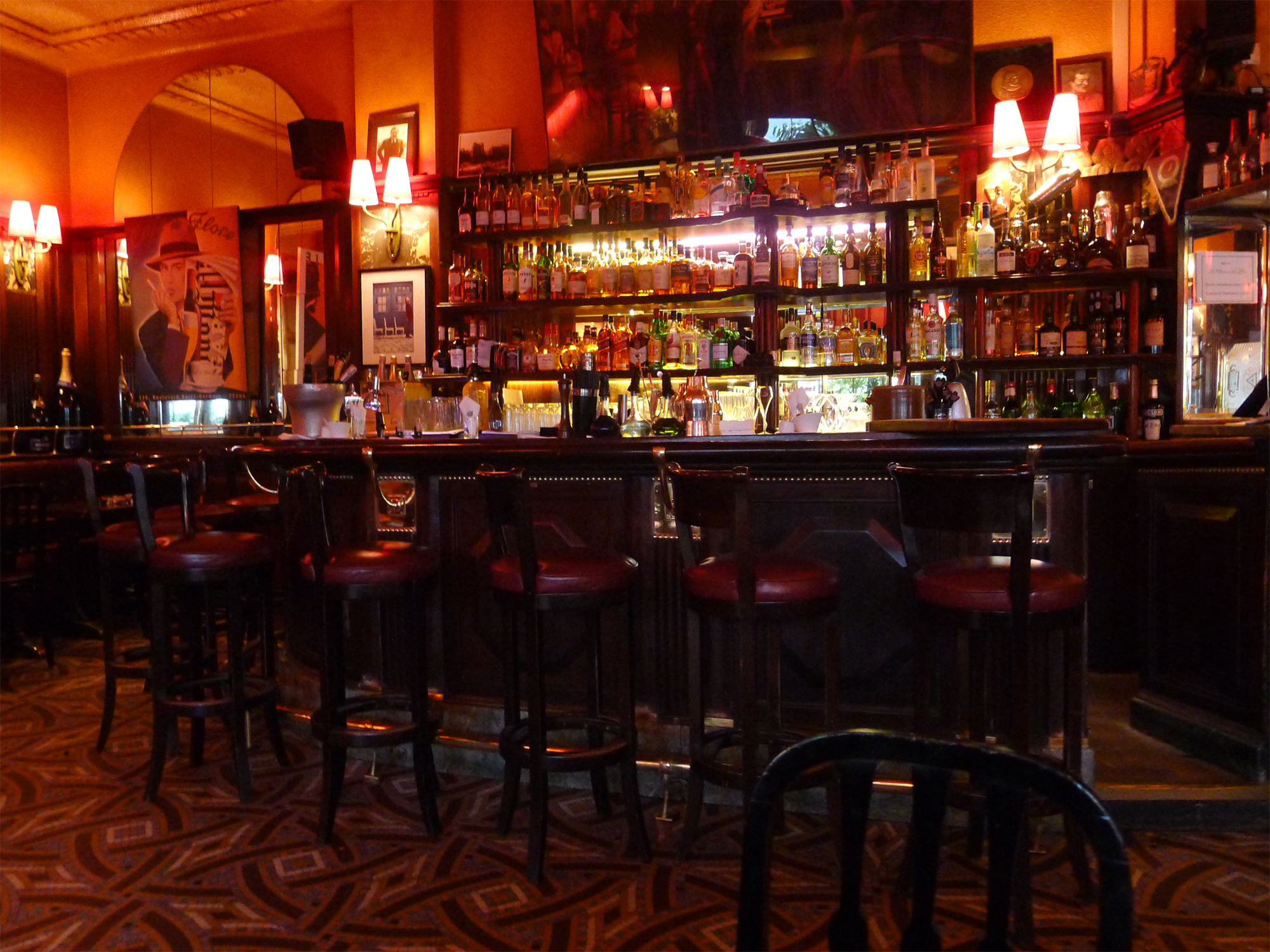
クロズリー・デ・リラのバー

次の世代の常連は、歌手ルノー、女優ロミー・シュナイダー、作家・ジャーナリストのジャン＝エデルン・アリエ、政治家（社会党）のリオネル・ジョスパンやミシェル・ロカールらであった。以前と同様に、左派寄りである。

### クロズリー・デ・リラ賞
2007年の国際女性デーの前日（3月7日）にクロズリー・デ・リラ賞が創設された。イギリスのオレンジ賞にならって、フランス語圏の女性小説家に与えられる賞である。第1回受賞作はアンヌ・ヴィアゼムスキーの自伝的小説『少女』であった。2018年にアメリー・ノートン、2019年にはレイラ・スリマニが審査委員長を務めた。
1952年、ジャクリーヌ・ミランが事業を受け継ぎ、現在は、カフェ・ド・フロールの経営者コレット・シルジェゴヴィックの息子アレクサンドル・シルジェゴヴィックが経営者である。

## 参考資料
- André Salmon (1950), Montparnasse: Mémoires, Paris, André Bonne.
- Jean-Paul Clébert (1992), Les Hauts lieux de la littérature à Paris, Bordas.
- Vincent Noce (1997), La Closerie, légendes d'un grand siècle, Libération.
- Anne Béric Le Goff (2015), Café historique : la Closerie des Lilas, Paris-Bistro.
- La Closerie des Lilas, lieu mythique de Montparnasse, Les Maçons Parisiens, 2017.